# Нюсиок
Нюсиок (на английски: Neusiok) е северноамериканско индианско племе, което в началото на колониалния период живее от южната страна на Нюс Ривър, в окръзите Крейвън и Картърът, Северна Каролина. Името им подсказва, че може би езика им е алгонкински, но е възможно да е и ирокезки. Днес учените класифицират езика им като ирокезки. През 1584 г. европейците научават, че нюсиок са във война с племе живеещо далеч на север. След контакта им с белите населението им бързо се стопява. Джеймс Муни оценява броя им през 1600 г. на 1000 заедно с кори. През 1690 г. се споменава, че имат само 15 войни, които живеят със семействата си в две села – Чатуука и Роконк. По-късно изглежда се сливат с тускарора.